# Nahman din Brațlav
Rabbi Nahman din Brațlav sau din Braslav  zis și Nahman din Uman (în ebraică:רבי נחמן מברסלב Rabbi Nahman miBraslav, în limba idiș: רבי נחמן ברעסלאווער‎ Rabbi Nahman Breslover, n. 4 aprilie 1772, Medjîbij, Podole Voivodeship⁠(d), Coroana Regatului Poloniei⁠(d), Polonia-Lituania – d. 16 octombrie 1810, Uman, gubernia Kiev⁠(d), Imperiul Rus) a fost un rabin hasid, evreu din Ucraina, fondator al mișcării hasidice Braslav sau Breslov și unicul ei cap spiritual - admor sau tzadik.   
Strănepot al rabinului Israel Baal Shem Tov, Nahman din Brațlav a dat avânt mișcării hasidice, prin combinarea elementelor mistice cabalistice ale iudaismului cu studiul aprofundat al cărților sfinte  (Tora scrisă și orală) . În cursul scurtei sale vieți 
a atras mii de adepți și influența sa în rândurile evreilor religioși sau întorși la religie  s-a păstrat până în zilele noastre, prin câteva curente hasidice, în primul rând Hasidismul Breslov. Gândirea religioasă a lui Rabi Nahman se concentrează asupra apropierii de Dumnezeu și a dialogului simplu cu Dumnezeu " ca discuția cu un bun prieten". Un loc însemnat în concepția sa îl ocupă noțiunea de hitbodedut - autoizolare.
Rabbi Nahman  vorbește despre obstacolele sufletești în calea cunoașterii divinității și subliniază însemnătatea veseliei, a simplității și a naivității. El a protestat adesea împotriva instituționalizării și a ceea ce el considera pierderea drumului adevărat al hasidismului și a intrat în polemici grele cu alți admori. El a susținut că el singur este „tzadik emet” (tzadik al adevărului) și că alți admori erau „vestiți ai minciunii” (Mefursamim shel sheker).
Ucenicul său cel mai eminent, Natan din Nemirov, a alcătuit din predicile lui Rabbi Nahman cartea „Likutei Moharan” și alte cărți fundamentale ale hasidismului. Deoarece Rabbi Nahman nu a desemnat un succesor , mișcarea hasidică Braslav a continuat să dăinuiască și dupa moartea sa, prin contribuția unor învățători erudiți în învățătura sa și nu printr-o dinastie de rabini (admorim, tzadikim)  și curte rabinică cum este cazul altor curente hasidice.  
În timpul vieții Rabbi Nahman a trezit o împotrivire furtunoasă, iar discipolii lui au fost multă vreme o grupare mică și prigonită, care a trezit interes și a renăscut mai ales în a doua jumătate a secolului al-XX-lea. Hasidismul Braslav numără în zilele noastre zeci de mii de adepți, împărțiți în numeroase comunități, mulți dinre ei fiind evrei „pocăiți”, adică reveniți la credință. (Hozrim bitshuvá)

## Biografie
Rabbi Nahman s-a născut în anul 1772 , la Rosh Hodesh Nisan (ziua întâi a lunii Nisan) în orașul Medjîbij (Międzybóż) din Podolia, pe atunci parte a Uniunii statale polono-lituaniene astăzi în Ucraina. În anul acela a avut loc Prima Împărțire a Poloniei și regiunea a trecut în componența Imperiului Rus 
Mama lui Nahman, Feiga, era fiica lui Adil sau Udel, care era fiica lui Baal Shem Tov, fondatorul hasidismului. Tatăl său, Simha, era fiul rabinului Nahman din Horodenka, unul din discipolii lui Baal Shem Tov, iar Nahman a fost numit după el. Rabbi Nahman a avut doi frați:Yehiel Tzvi și Israel Mes, precum și o soră, Perl.
Nahman a crescut în casa lui Baal Shem Tov, pe care au moștenit-o părinții săi. A copilărit într-o atmosferă impregnată de credința hasidică. La scurt timp înainte de a ajunge la vârsta de Bar Mitzva, el a compus o culegere de aforisme pe teme diverse Cartea însușirilor morale . După ce a fost însurat la vârsta de 13 ani, s-a stabilit la Osatin (azi Staraia Osota) lângă Smila, în gubernia Kiev, în casa socrului său, arendașul Efraim.
Soția sa se numea Sașia.  
O mare parte din vreme el și-a petrecut în rugăciuni și în meditații în singurătate în pădurea vecină, ținea posturi numeroase și studia Cabala. După moartea socrului, s-a mutat în orașul  Medvedevka, unde a început să conceapă stilul viitorului hasidism Breslav. Întâiul său discipol și ajutorul său a fost Shimon, pe care l-a cunoscut în ziua nunții.  A părăsit Medvedevka în anul 1798.
Rabbi Nahman a povestit învățăceilor săi că de mic copil a ocolit plăcerile lumești și s-a orientat spre spiritualitate. El plătise învățătorului (melamed) său trei monede pentru fiecare pagină de Talmud învățată, adăugându-le la salariul plătit de tatăl său, pentru a-l îndemna pe dascăl să-l învețe cât mai mult. De la vârsta de 6 ani obișnuia să se roage nopțile la mormântul străbunicului său, Baal Shem Tov, și apoi, să se scalde în mikve, baia rituală.
Nahman din Brațlav nu a avut un dascăl propriu zis, deși obișnuia să citeze din discuțiile pe care le-a purtat cu bunicul său, rabbi Nahman din Horodenka. Învățătura lui a fost în mare parte rodul unei strădanii de autodidact, sub influența fondatorilor mișcării hasidice, pe care i-a întâlnit la mormântul străbunicului său, Israel Baal Shem Tov, la Medjîbij. Unchii săi, Efraim din Sidilkov, și rabbi Baruch din Medjîbij au avut asupra sa o înrâurire mare. Rabbi Baruch s-a îngrijit și de recunoașterea lui Nahman ca admor al Brațlavului. La Medvdevka Nahman a început să primească o simbrie permanentă de la un grup de hasidim reuniți în jurul său.

### Călătoria în Palestina (Țara Israelului)
Însoțit de  prietenul său, Shimon, în 1798, la 26 ani, Nahman a hotărăt să plece în Palestina, pe atunci parte a Imperiului Otoman. A văzut în aceasta vizită un prilej de înălțare și desăvârșire sufletească. După ce nava maritimă a fost reținută un timp la Istanbul, a ajuns cu bine la Haifa în ziua sărbătorii Lag Baomer. O tradiție locală povestește că pe locul unde s-a rugat și s-a îmbăiat la Haifa s-a construit ulterior sinagoga Hadrat Kodesh. După aceea, a plecat la Tverya (Tiberias) , care era deja un centru al adepților hasidismului lui Baal Shem Tov și a rămas acolo vreme de jumătate de an. Apoi a vizitat Tzfatul (Safed) și sinagoga antică din Meiron, dar nu a plecat la Ierusalim. 
La întoarcere a rămas un timp la Acra (Akko) din cauza asediului orașului de către generalul Napoleon Bonaparte în timpul campaniei acestuia în Palestina ("Siria"). După multe aventuri, a urcat pe o corabie de război turcească cu care a ajuns la Rodos, iar de acolo a plecat pe mare la Galați și apoi s-a întors în Ucraina pe uscat.
Rabbi Nahman a considerat vizita în Țara Sfântă drept o cotitură în drumul său spiritual. După ce s-a întors de acolo a cerut să nu mai fie citate spusele sale de dinaintea acestei călătorii. Obișnuia să spună: «Oriunde calc, eu merg către Țara Israelului». și că «Cine vrea să fie evreu, nu este altă cale decât Țara Israelului».  
Încă înainte de a se întoarce la Medvedevka, Nahman l-a vizitat pe rabinul Shneur Zalman din Ladi 
pentru a încerca să-l împace pe acesta cu rabinul Avraham din Kalisk, pe care l-a vizitat la Tiberias, 

La un an de la întoarcerea la Medvedevka în luna Elul a anului 1800 Nahman și-a măritat fiica, Odel. Întors de la nuntă, împreună cu ai săi, a intrat în orașul Zlatopol cu gândul spontan de a se stabili acolo. Evreii din târgul acesta erau de câteva decenii adepți ai rabinului Arie Leib din Șpola. O ceartă intre Nahman și cantorul (hazanul) târgului a dus la un diferend serios cu rabinul Arie Leib însuși. Nahman s-a exprimat împotriva acestuia cu asprime: «Să știți că eu sunt cu sfințenia și el îmi stă împotrivă cu spurcăciunea»În câteva luni rabinul din Șpola a organizat o excomunicare rabinică împotriva lui Nahman și numai intervenția unchiului, Baruch din Medjîbij, și a lui rabbi Levi Ițhak din Berdicev a împiedicat aceasta. Doi ani mai târziu, sub presiunea unchiului său, Nahman s-a mutat la Brațlav., unde a fost recunoscut ca „admor” (adonenu morenu verabenu) sau tzadik.

### Șederea la Brațlav
La Brațlav i s-au alăturat lui Nahman majoritatea discipolilor săi mai vestiți, între care rabbi Nathan Sternhertz din Nemirov, care a devenit mâna sa dreaptă. Numele orășelului a rămas pe veci legat de cel al învățăturii lui rabbi Nahman. Adepții săi obișnuiau să-l viziteze la Brațlav în trei din sărbătorile anului evreiesc: de Rosh Hashaná, de Shabat-Hanuká și de sărbătoarea Shavuot. El însuși obișnuia să-și viziteze adepții în alte trei ocazii festive:de Shabat Shirá și Shabat Nahamú, când pleca la Ciîhîrîn în estul Ucrainei, iar într-o sâmbată de iarnă pleca la Truvitz, adică Torhovîțea, Mlîniv din zona Rovno (Rivna), în vestul Ucrainei. Cei opt ani ai șederii sale la Brațlav au fost cei mai rodnici, de ei legându-se majoritatea predicilor, discuțiilor și povestirilor ce i se atribuie.
În vara 1803, după reîntâlnirea lui Nahman cu unchiul său, rabbi Baruch, acesta din urmă s-a alăturat și el adversarilor săi, între altele, deoarece l-a auzit pe nepotul său lăudându-se că încă la vârsta de 13 ani a ajuns la înălțimea spirituală a străbunicului său, Baal Shem Tov. Auzind aceasta, povestește legenda, unchiul l-ar fi împins pe Nahman într-atâta că acesta era cât pe ce să cadă jos din mansarda în care se aflau.
Soția lui Nahman. Sașia, a murit în anul 1807 de tuberculoză, în vreme ce se afla la Izeaslav pentru o consultație medicală. După patru luni de văduvie, Nahman s-a însurat a doua oară la Brodi. Numele celei de a doua soții nu s-a păstrat. Din a doua căsnicie nu s-au născut copii. (Hayey Moharan cap. 118)

## Evocarea în literatură
- Martin Buber, Die Geschichten des Rabbi Nachman („Povestirile rabinului Nahman”), Frankfurt am Main, 1906 Digitalizat.